# Sandra Mihanovich
Sandra Mihanovich (Buenos Aires, 24 de abril de 1957) es una cantante y actriz  argentina. Su estilo musical es amplio llegando a interpretar rock, pop, baladas y jazz. Se destaca por su potente y afinada voz, como también por su forma de transmitir los sentimientos expresados en las letras de los temas que interpreta. Es la hija de la periodista Mónica Cahen D'Anvers.

## Biografía

### Comienzos
Sandra es la hija de Iván Mihanovich de origen judío, arquitecto y jugador de polo, y de Mónica Cahen D'Anvers, exactriz, periodista y presentadora de televisión. Su abuelo paterno, reconocido ingeniero civil, pintor y músico, le transmite la pasión por la música de jazz. En el sótano de su casa (Montevideo 1780) se reunían a tocar todos los músicos de jazz que llegaban a la Argentina. Allí Sandra cantó sus primeras canciones, a la edad de 4 años. Su tía Sonia le enseñó a cantar «Laura» y «I got it bad» dos canciones que ella sabía tocar en el piano. Después vino la guitarra, y su tío Sergio y su tío Raúl las acompañaban. Generalmente, estos shows tenían lugar en la casa de su abuela Máxima (Delia Berro Madero de Mihanovich) donde estaba el famoso sótano familiar. Allí tocaron los Mackymacs, Nini Marshall, Boy Olmi (padre) y los músicos que llegaban a hacer shows a Buenos Aires, tales como Maurice Chevalier y Ella Fitzgerald, entre otros.
Sandra Mihanovich cursó sus estudios escolares en el Colegio Northlands en Olivos, el mismo colegio al que había asistido su madre. Al término de su educación media, estudió música en la UCA. A los 15, estuvo de novia con un muchacho de San Isidro llamado Santiago Galizia.
En marzo de 1976 comienza a estudiar teatro en el Conservatorio de Arte Dramático y canta en distintos pubs de la ciudad. Su primera presentación fue el 20 de mayo de 1976 en un lugar llamado «La Ciudad», acompañada de una banda de 6 músicos con arreglos de Baby López Fürst. Cantando en los pubs conoce a músicos como Alejandro Lerner, Marilina Ross, Celeste Carballo, Horacio Fontova, Rubén Rada, autores de los que posteriormente grabaría algunos de sus temas. En ese mismo año el productor Ricardo Kleinman la ve en su actuación en la Universidad de Belgrano y comienza a producirla. Graba «Y hoy te ví» del músico uruguayo Eduardo Mateo, canción incluida por Raúl de la Torre en su película «Sola».
En 1979 forma parte del elenco de «La Isla» una película de Alejandro Doria, y bajo las órdenes del mismo director filma en 1980 «Los miedos» junto a María Leal y Soledad Silveyra, entre otros. Incursiona en la actuación teatral de la mano de Pepe Cibrián Campoy, en la obra «Aquí no podemos hacerlo» (con el personaje de «Verónica», año 1978) y continúa tocando en pubs (como en el conocido de la época «Old House»).

### Década de 1980

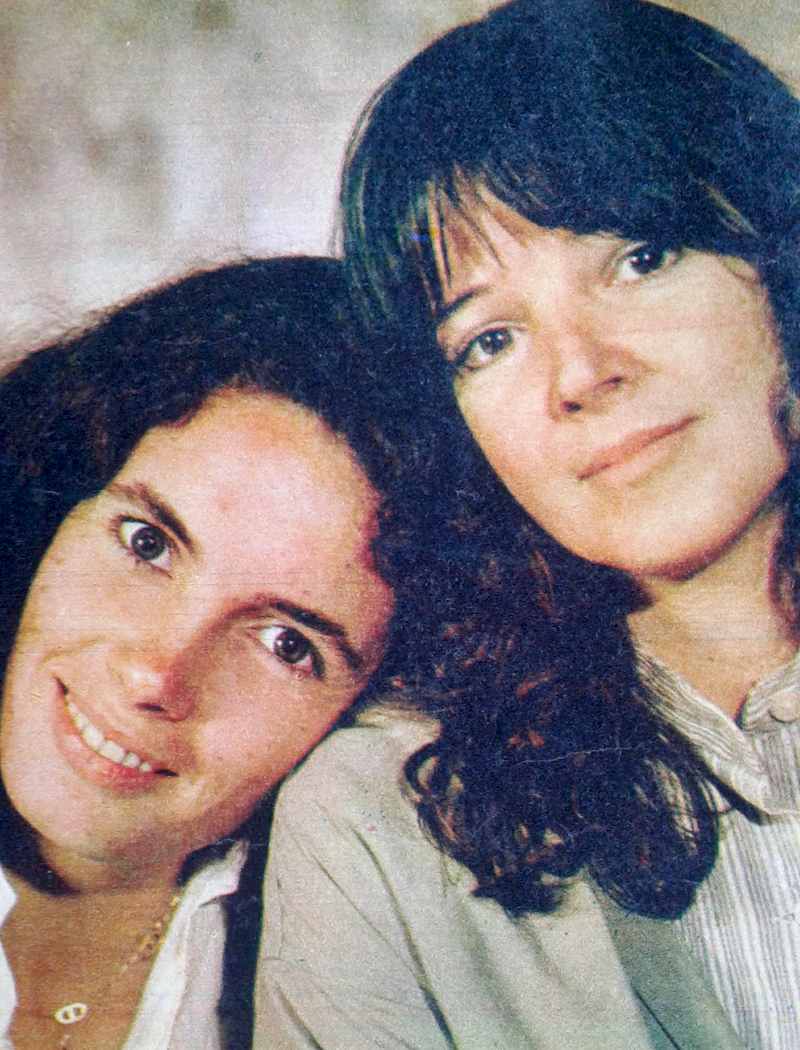
Junto con Marilina Ross en 1982.

En diciembre de 1981 graba «Puerto Pollensa», canción compuesta por Marilina Ross. Rápidamente se convierte en uno de sus mayores éxitos. Al año siguiente la incluye en el álbum homónimo.
El 2 de octubre de 1982 llena el estadio de «Obras». Fue la primera mujer en cantar allí e hizo dos funciones consecutivas. Hizo dos shows porque las entradas para la primera función se agotaron varios días antes. En total acudieron 10 000 personas. Sin lugar a dudas, esa noche fue la consagración de Sandra como cantante.
En 1985 participó en la película argentina  La búsqueda con los temas «Soy lo que soy» y «Para volver a creer», esta última de autores, letra y música de Ángel Mahler y Martín Bianchedi. En 1986 participa del «Festival internacional de Viña del Mar», Chile, donde obtiene la «Antorcha de Plata».
En 1987 se presenta en Mar del Plata junto con Celeste Carballo y Ludovica Squirru. Ya sin la presencia de Squirru, sigue en dúo con Celeste, bajo el nombre de Sandra y Celeste. En 1988 graban su primer disco «Somos mucho más que dos».

### Década de 1990
En 1990 edita el disco Mujer contra mujer el segundo y último disco que grabó a dúo con Sandra y Celeste. En diciembre de ese año se va a Europa y reside en 1991 con su abuelo materno. Como solista canta en una sala de UNESCO.
En 1992 edita el disco «Todo brilla», que gana el premio ACE en la categoría mejor baladista femenina.
En 1994 aparece «Cambio de planes», también ganador del premio ACE categoría mejor baladista femenina.
En 1995 protagoniza una obra teatral con canciones de María Elena Walsh «El país del no me acuerdo». Es conductora de TV en «Latin Music» por Much Music. El programa gana el «Martín Fierro 1996»: mejor programa de música latina. Obtiene el Premio Konex de Platino como Mejor Cantante Femenina de Pop/Balada de la década en la Argentina, y es convocada para participar en el homenaje a Carlos Gardel en el 60° aniversario de su fallecimiento, llevado a cabo en el Teatro Nacional Cervantes con la producción de Grupo América, interpretando el tango Golondrinas.
En 1998 actúa en teatro con la obra «Manuelita de Pehuajó». Conduce «Otro Cantar», en FM La Isla, miércoles de 22 a 24, junto a su hermano, el músico Ivan «Vane» Mihanovich, el actor Carlos Tarrío, Catalina Foti, Claudia Livini y Fernando Edén.
En 1999 participa en la exitosa serie de TV «Vulnerables», y es citada por Lito Vitale para participar en su disco El grito sagrado junto a María Elena Walsh, Víctor Heredia, Jairo, Juan Carlos Baglietto, Alejandro Lerner, Pedro Aznar y Fabiana Cantilo, interpretando el Himno a Sarmiento.

### Década de 2000
En 2000 sale el álbum «Todo tiene un lugar».
En 2003 participa como actriz y como solista, en TV, con Costumbres Argentinas. Ese mismo año se edita el disco «Sin tu Amor».
En 2005, graba con Patricia Sosa el Himno Nacional Argentino en «Radio Mega». Actúa también en este año en la miniserie de TV «Criminal». El 22 de mayo, y en concordancia con sus treinta años de trayectoria, la Legislatura de la Ciudad de Buenos Aires la declara «Personalidad Destacada de la Cultura de la Ciudad de Buenos Aires». Obtuvo el Premio Konex - Diploma al Mérito como una de las cinco mejores Solista Femenina de Pop / Balada de la década en la Argentina.
En 2006 actúa en «Gladiadores de Pompeya» junto a Andrea del Boca.
Al año siguiente cumple 30 años junto a la música y sus 50 años, edita disco en vivo grabado en el Teatro Ópera con sus clásicos "Creciendo". Del mismo promete editar su primer DVD. En 2008 presenta en el Teatro Maipo el espectáculo musical "Eladio Quiero" con canciones de Eladia Blazquez y libro de Carlos Tarrío.

### Década de 2010
En 2010 participa del unitario histórico Lo que el tiempo nos dejó en el capítulo «Los niños que escriben en el cielo» de Telefé. 
En 2011 participa del jurado de Talento Argentino por Telefé.  Ese año realiza numerosas presentaciones en la sala «Velma Café», con un espectáculo intimista, donde su potente y afinada voz y su encanto personal confluyen en un show inolvidable. 
En 2012 publica su álbum «Vuelvo a estar con vos». Ese año es nominada a los Premios Estrella de Mar en la categoría «Mejor Espectáculo Musical» de la temporada 2011-12. El 29 de abril se presentó junto a Marisela Verena en el Miami Dade County Auditorium, Miami, Florida, EE. UU. En mayo y junio se ha presentado en diversos programas televisivos de gran índice de audiencia en Argentina, tales como: Soñando por cantar de Canal 13 y Gracias por venir de Telefé como así también tuvo una participación en la telenovela Graduados. Asimismo, colaboró en el festejo del Día de la Bandera organizado por el Gobierno de la Ciudad de Buenos Aires en «Una Bandera de Color de Cielo», junto a artistas de la talla de Jairo, el Bahiano, Ana María Cores y Julia Zenko, entre otros. La cobertura de este evento completo y los videos pueden disfrutarse en exclusiva en la web oficial de Sandra Mihanovich. La Asociación Argentina de Empresarios Teatrales y Musicales le otorga la Distinción a la Música por el mejor espectáculo en cartel para ese año.
En 2014, formó parte de los festejos por el aniversario de la Revolución de Mayo, en el marco del show «Somos Cultura» del Ministerio de Cultura de la Nación.
En 2015, la Fundación Konex le otorga su tercer Premio Konex de su carrera, esta vez el Konex de Platino, en la disciplina Solista Femenina de Pop.

## Vida privada
Si bien fue de público conocimiento su relación con la cantautora Celeste Carballo en los años 1980, Sandra Mihanovich se ha negado a realizar declaraciones públicas. Consideraba que la sociedad aún no está preparada para hablar sobre «el tema homosexual» y que prefiere la integración antes que los guetos.
El 13 de agosto de 2012, Sandra donó un riñón a su ahijada de bautismo, Sonsoles Rey Obligado. Además de ser su ahijada, Sonsoles Rey es la hija de su actual pareja (desde 2008), Marita Novaro. La intervención tuvo lugar en el Hospital Alemán de la Ciudad Autónoma de Buenos Aires. Fue considerado por la prensa y la opinión pública como un gran gesto de amor incondicional, de generosidad y solidaridad.
El 10 de marzo de 2016, contrajo matrimonio con Marita Novaro.

## Televisión
- 1977: Quinceañera. Personaje: María Luján Fernández. Canal 9.
- 1980: Fabián 2 Mariana 0. Personaje: Socorro Lehmann. ATC.
- 1987: Badía & Cía. Cantante junto a Celeste Carballo Presentando "Somos mucho más que dos". Canal 13.
- 1988: Badía & Cía. Mini Recital junto a Celeste Carballo. Canal 13.
- 1988: Hola Susana. Entrevista y Mini recital junto a Celeste Carballo presentando "Mujer contra mujer". Canal 9.
- 1990: Imagen de radio. Entrevista junto a Celeste Carballo. ATC.
- 1991: Siglo XX Cambalache. Cantando junto a otros músicos. Telefé.
- 1997: CM Vivo. Recital en vivo. C.M. El Canal de la Música.
- 1999: Vulnerables. Personaje: Alejandra Muñoz. (Temporada 1) Canal 13.
- 2003: Costumbres Argentinas. Personaje: Victoria Míguenz. Telefé
- 2004: Almorzando con Mirtha Legrand. Como Invitada y Cantando.
- 2005: Criminal. Personaje: Carmen. Canal 9
- 2010: Lo que el tiempo nos dejó. Capítulo: «Los niños que escriben en el cielo» en Telefé.
- 2011: Talento Argentino. Como Jurado. Telefé.
- 2012: Graduados. Personaje: Ella misma. Telefé.
- 2012: Gracias por venir, gracias por estar. Homenaje en 2 programas de ese año. Telefé.
- 2012: Soñando por Cantar. Como jurado y cantante. Canal 13.
- 2016: Showmatch - Anexo: Bailando 2016. Participación especial en: Homenaje a María Elena Walsh. Canal 13.
- 2016: Soy lo que soy. Conductora presentando homenajes. Artear.
- 2017: Showmatch - Anexo: Bailando 2017. Participación especial, junto a Lucía Galán, Marcela Morelo y Patricia Sosa presentando la ronda de cumbia. Canal 13.
- 2017: Cada noche. Como invitada 'entrevista' y homenaje. Canal 7 - TV Pública.
- 2019: Almorzando con Mirtha Legrand. como Invitada Y Cantando. Canal 13.
- 2019: Como mujer. Como invitada y Cantante. La Nación+
- 2021: La Peña de Morfi. Cantando junto a su banda. Telefé.
- 2021: Cortá por Lozano. Entrevista. Telefé.
- 2021: A la tarde. Como invitada. América.
- 2021: Es por ahí. Como invitada y Cantante. América.
- 2021: La Hora Exacta. Como Invitada y Cantante. Canal 9.
- 2021: Los Mammones. Como invitada y cantante. América.
- 2022: Los 8 escalones. Como invitada y Jurado. El Trece.
- 2022: Hoy Es Noticia. Como invitada. CNN Chile.

## Discografía

### Álbumes y compilados
- 1977: "Sandra Mihanovich" - CBS
- 1982: "Pienso en vos" - EPIC
- 1982: "Lo mejor de todos los tiempos - Pienso en vos" - SONY MUSIC ENTERTAINMENT ARGENTINA S.A.
- 1982: "Puerto Pollensa" - MICROFON ARGENTINA S.A.
- 1983: "Hagamos el amor" - MICROFON ARGENTINA S.A.
- 1984: "Club del Cassette" - MICROFON ARGENTINA S.A.
- 1984: "Soy lo que soy" - MICROFON ARGENTINA S.A.
- 1984: "Sandra en Shams (en vivo)" - MICROFON ARGENTINA S.A.
- 1985: "Lo mejor de lo mejor de Sandra Mihanovich" - MICROFON ARGENTINA S.A.
- 1985: "Como la primera vez" - RCA
- 1986: "En el paraíso" - RCA
- 1988: "Somos mucho más que dos" - Junto a Celeste Carballo - RCA
- 1990: "Mujer contra mujer" - Junto a Celeste Carballo - RCA
- 1990: "Sandra Mihanovich - Puerto Pollensa" - MICROFON ARGENTINA S.A.
- 1991: "Hagamos el amor + BONUS TRACKS: Milonga de un soldado / A vos ciudad" - MICROFON USA
- 1991: "Si somos gente" - BMG
- 1991: "Todo me recuerda a ti" - EMSSA ARGENTINA
- 1991: "Sus Grandes Éxitos" - MUSICA & MARKETING S.A.
- 1992: "Lo mejor de Sandra Mihanovich" - BMG
- 1992: "Todo brilla" - BMG
- 1992: "Lo Mejor de lo Mejor de Sandra Mihanovich" - MICROFON ARGENTINA S.A.
- 1992: "Encuentro - Sandra Mihanovich/Marilina Ross" - CD Compartido con Marilina Ross - SONY MUSIC ENTERTAINMENT ARGENTINA S.A.
- 1994: "Cambio de planes" - BMG
- 1994: "20 Super Éxitos" - MICROFON ARGENTINA S.A.
- 1997: "Puerto Pollensa - Remasterizado 1997" - FONOVISA ARGENTINA S.A.
- 1997: "Soy lo que soy - Remasterizado 1997" - FONOVISA ARGENTINA S.A.
- 1998: "Manuelita, la tortuga de Pehuajó" - DISTRIBUIDORA BELGRANO NORTE
- 1998: "En Vivo - Remasterizado Digitalmente" - FONOVISA ARGENTINA S.A.
- 1998: "Serie 20 Éxitos" - BMG ARIOLA ARGENTINA S.A.
- 1999: "De todas las maneras" - UNIVERSAL MUSIC ARGENTINA S.A.
- 2000: "Todo tiene un lugar" - UNIVERSAL MUSIC ARGENTINA S.A.
- 2003: "Sin tu amor" - UNIVERSAL MUSIC ARGENTINA S.A.
- 2003: "Inolvidables RCA - 20 Grandes Éxitos - Sandra Mihanovich" - BMG
- 2003: "Inolvidables RCA - 20 Grandes Éxitos - Sandra y Celeste" - Junto a Celeste Carballo - BMG
- 2004: "Spirituals Blues & Jazz - Jam Session en el Maipo" - Junto a Opus Cuatro y Antigua Jazz Band - DDD INDUSTRIA ARGENTINA
- 2004: "De colección + Sandra Mihanovich/Marilina Ross" - CD Compartido con Marilina Ross - DISTRIBUIDORA BELGRANO NORTE
- 2007: "Creciendo. En vivo en el Opera" - UNIVERSAL MUSIC ARGENTINA S.A.
- 2009: "Sus Grandes Éxitos" - CINCO NIÑITAS
- 2009: "Honrar la Vida" - Homenaje a Eladia Blázquez - LINO PATALANO S.A.
- 2009: "Los Elegidos" - SONY MUSIC ENTERTAINMENT ARGENTINA S.A.
- 2012: "Vuelvo a estar con vos" - EPSA MUSIC[20][21]
- 2017: "40 Años de Música" - SONY MUSIC
- 2022: "Bendiciones" - Producido por Sandra Mihanovich, Lito Vitale, Fernando Pini, María Sánchez

## Simples/Singles/Promocionales
- 1976: "Falta poco tiempo" (Simple) - CBS
- 1978: "Pienso en vos / Picarino, Escúchame (Simple) - CBS
- 1982: "Puerto Pollensa / Simple" (Simple) - MICROFON ARGENTINA S.A.
- 1982: "Cuatro estrofas / Es la vida que me alcanza" (Simple) - MICROFON ARGENTINA S.A.
- 1983: "María María / Danza" (Simple) - MICROFÓN ARGENTINA S.A.
- 1984: "Como el juez a la verdad / Se metieron con todo" (Simple) - MICROFON ARGENTINA S.A.
- 1985: "Quiéreme por un rato, así vivo mañana / Quien es usted" (Simple) - MICROFON ARGENTINA S.A.
- 1985: "Como nuestros padres / La historia de nunca acabar" (Simple) - MICROFON ARGENTINA S.A.
- 1986: "Ahora tengo que pensar un poco en mi / Puente invisible" (Simple) - RCA
- 1986: "Todo me recuerda a ti / Esa canción que te habla de amor" (Simple) - RCA
- 1986: "Paraíso veintinueve / En el medio de la nada" (Simple) - RCA
- 1987: "De tu ausencia / Una canción diferente" (Simple) - RCA
- 1988: "Sabemos que no es fácil / Algo bueno para darte" (Simple) - Junto a Celeste Carvallo - RCA
- 1990: "Corazón de Neón / Barco quieto" (Simple) - Junto a Celeste Carballo - RCA
- 1992: "Dame un minuto más de ti / Dame un minuto más de ti" (Simple) - EMSSA ARGENTINA
- 1994: "Nadie nos vio" (Sencillo Promocional) - EMSSA ARGENTINA
- 1994: "Apaga la luz" (Sencillo Promocional) - EMSSA ARGENTINA
- 1997: "CD Promocional 40" (EP) - FONOVISA ARGENTINA S.A.
- 2000: "Es como" (Sencillo) - UNIVERSAL MUSIC ARGENTINA S.A.
- 2000: "Todo tiene un lugar" (Sencillo + Entrevista + Microguías) - UNIVERSAL MUSIC ARGENTINA S.A.
- 2002: "Hipocresía" (Sencillo) - Junto a Marilina Ross - DDD INDUSTRIA ARGENTINA
- 2011: "Sueña luz (CD Sencillo) - Junto a Patricia Sosa, Juan Carlos Baglietto, Manuela Bravo, Luciano Pereyra, Soledad Pastorutti, Rubén Goldín, Valeria Lynch y David Bolzoni - NECTAR MUSICA
- 2011: "Sueña luz" (DVD Sencillo) - Junto a Patricia Sosa, Juan Carlos Baglietto, Manuela Bravo, Luciano Pereyra, Soledad Pastorutti, Rubén Goldín, Valeria Lynch y David Bolzoni - NECTAR MUSICA / DIGITO PRODUCCIONES

## Participaciones discográficas
Mihanovich realizó diversas participaciones en discos de otros artistas: grabó junto a Luis Eduardo Aute, Patricia Sosa, Marilina Ross y Axel Fernando, entre otros cantantes. Su voz, su calidad interpretativa y su carácter generoso y sencillo, hacen de ella una de las artistas más versátiles y reconocidas de la música argentina y latinoamericana.
Algunas de estas participaciones fueron las siguientes:
- Argentina es nuestro hogar
- Buenas y Santas de Cuty y Roberto Carabajal
- Despiértate Nena de Sirimarco
- Folklore por los chicos
- Nasser Dúos
- La memoria del tiempo de Lito Vitale
- Un viaje nuevo de Manu
- 20 canciones de amor y un poema desesperado de Luis E. Aute
- Tiempo de Encrucijada, Soles y Más que un Sueño de Marilina Ross
- Pasos al costado de Axel
- Patricia Sosa en Vivo en el Gran Rex de Patricia Sosa

## Cine
Intérprete
- 1978: Los médicos
- 1979: La isla ... Soledad
- 1980: Los miedos
- 1981: Fiebre amarilla ... Clara
- 1985: La búsqueda ... Ella misma
- 2012: Mágica - (Cortometraje)
- 2017: Buscando a Tita

Música
- 1985: Interpreta el tema Para volver a creer (de Ángel Mahler y Martín Bianchedi) al final de la película La búsqueda dirigida por Juan Carlos Desanzo
- 1987: Interpreta el tema de los títulos finales de la película Sentimientos. Mirta de Liniers a Estambul dirigida por Jorge Coscia y Guillermo Saura
- 2012: Mágica - (Cortometraje)

Intérprete de la música
- 2012: Mágica - (Cortometraje)

## Teatro
- 2021: Brujas, con Moria Casán, Thelma Biral, Nora Cárpena y María Leal